# Loi du 31 mai 1850
Lire en ligne

sur Wikisource

La loi du 31 mai 1850, dite « loi des Burgraves », est une loi française votée le 30 mai par l'Assemblée nationale de la Deuxième République et mise en place le 31 mai 1850 par le président de la République Louis-Napoléon Bonaparte, qui modifie la loi du 15 mars 1849 (organisant le suffrage universel masculin).
La loi du 31 mai 1850 crée principalement une obligation de domicile de 3 ans dans la même commune ou le même canton pour pouvoir voter. Cette mesure a pour effet de restreindre le corps électoral (près d'un tiers des électeurs fut exclu par ce texte des listes électorales), sans revenir sur le principe du suffrage universel masculin, adopté par la Deuxième République en mars 1848.
Cette loi a été abrogée par Louis-Napoléon Bonaparte (décret du 2 décembre 1851) lors du coup d'État du 2 décembre 1851.

## Histoire

### Contexte politique

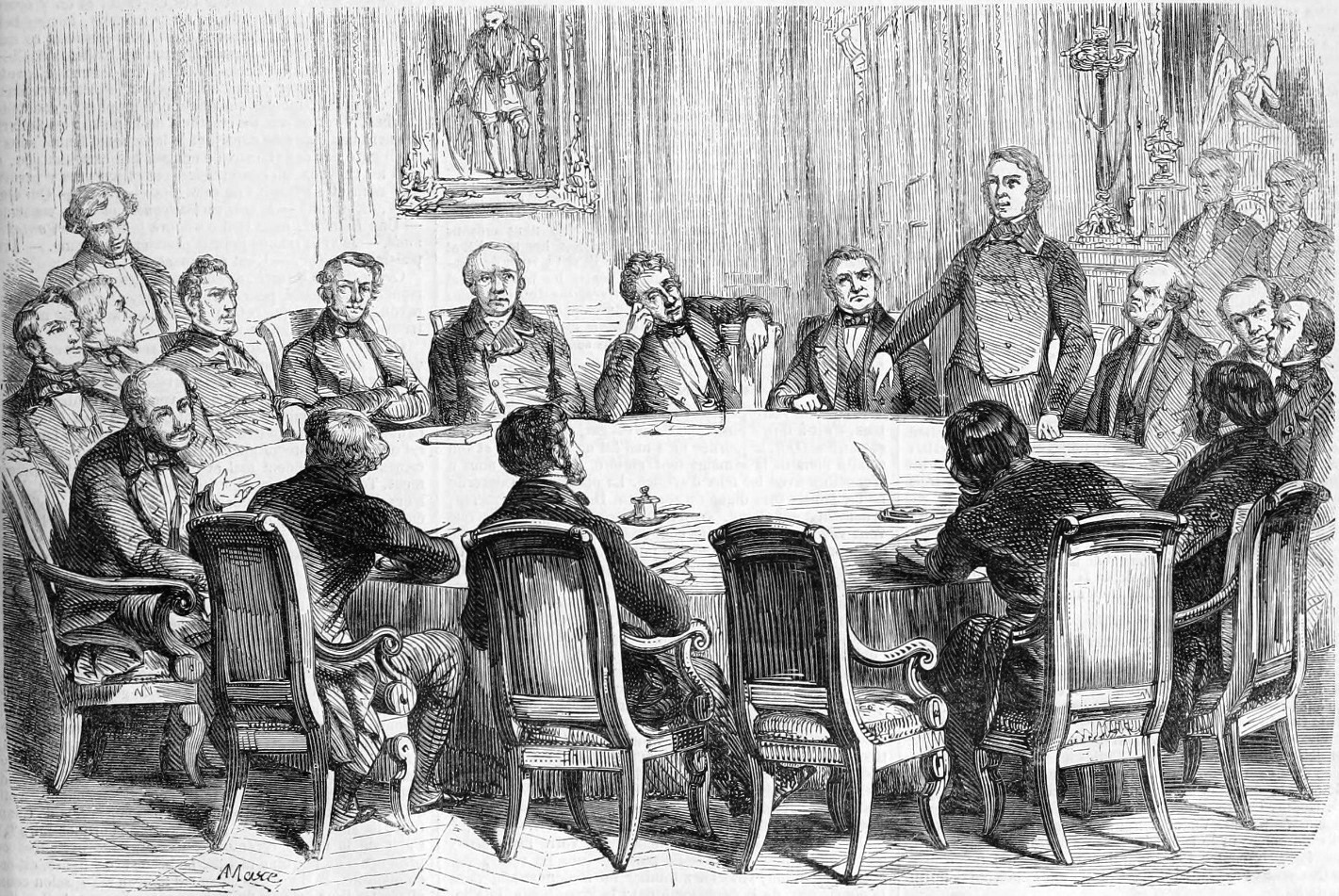
La commission de révision de la loi électorale (L'Illustration, journal universel, 11 mai 1850).

Depuis les élections de mai 1849, la droite représentée par le parti de l'Ordre, regroupant aussi bien des orléanistes, des légitimistes que des républicains dit « modérés », est majoritaire à l'Assemblée législative, face à une minorité républicaine dominée par l'extrême-gauche démocrate-socialiste de la Montagne.
Effrayée par les progrès de la Montagne lors des élections complémentaires des 10 mars et 28 avril 1850 (notamment l'élection d'Eugène Sue) et nostalgique du suffrage censitaire pratiqué par la Monarchie de Juillet, la droite décide de retirer le droit de vote à une grande partie de l'électorat populaire.
Par conséquent, dès le début du mois de mai, le ministre de l'intérieur, Baroche, convoque une commission de dix-sept membres chargée de préparer un projet de loi. Cette commission comprenant notamment les chefs de la majorité, Adolphe Thiers, Mathieu Molé, Charles de Montalembert et Pierre-Antoine Berryer, (surnommés « les Burgraves ») ainsi que Denis Benoist d'Azy, Arthur Beugnot, Victor de Broglie, Louis Buffet, Prudent de Chasseloup-Laubat, Napoléon Daru, Léon Faucher, Jules de Lasteyrie, Louis Napoléon Lannes de Montebello, Théobald Piscatory, Aurélien de Sèze, Saint-Priest et Antoine Lefebvre de Vatimesnil.
La commission conçoit une loi électorale limitant le droit de vote en imposant une nouvelle condition de domicile pendant 3 années. Léon Faucher est le rapporteur du projet, présenté dès le 8 mai 1850 à l'Assemblée, qui en vote l'urgence par 453 voix contre 197.

### Contenu: un durcissement des conditions au droit de vote

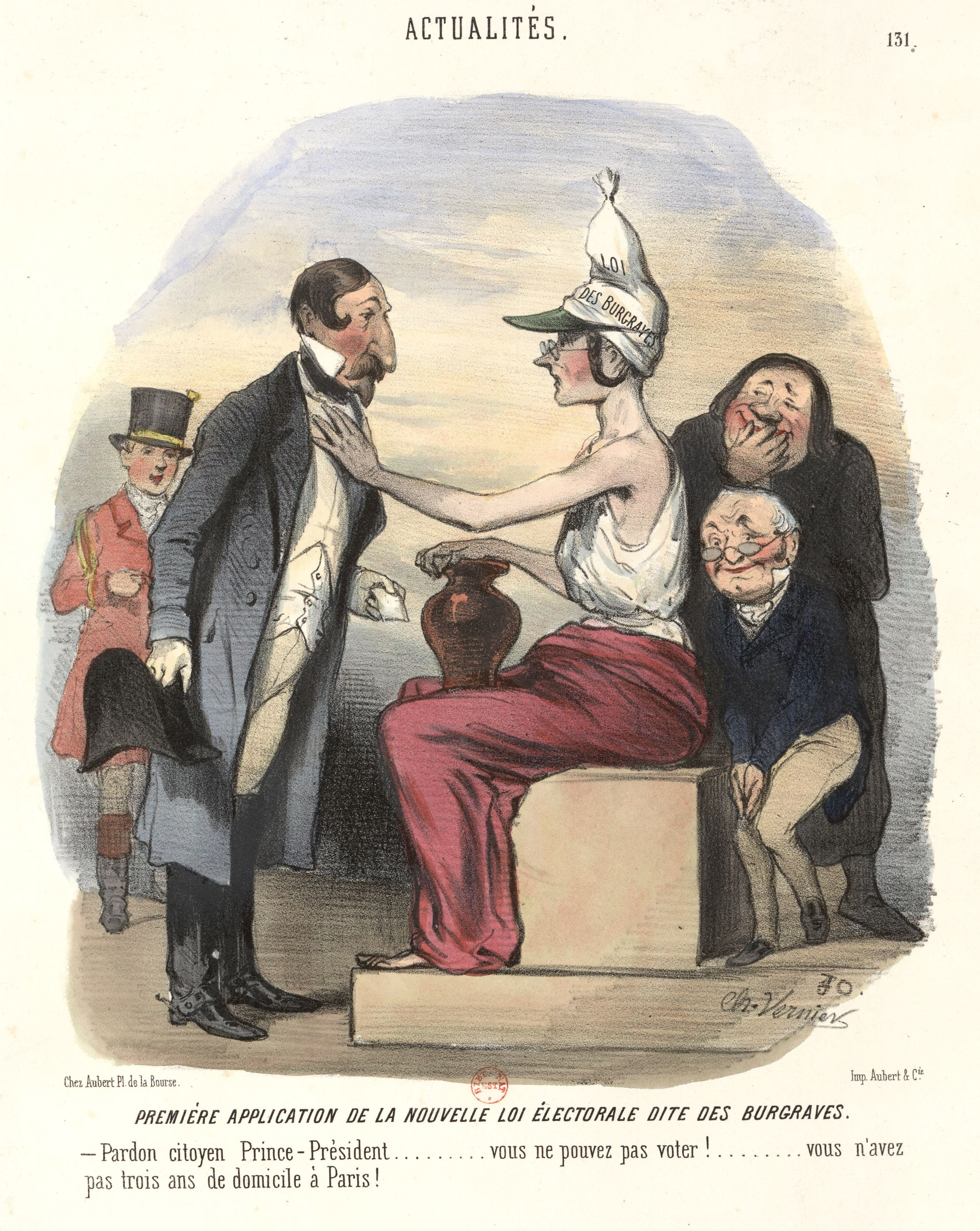
Première application de la nouvelle loi électorale dite des Burgraves.
Sous les rires de Thiers et de Louis Veuillot, le président Louis-Napoléon Bonaparte se voit lui-même mis dans l'impossibilité de voter puisqu'il n'a pas résidé continuellement à Paris depuis trois ans.
Caricature de Charles Vernier, Le Charivari, 23 mai 1850.

L'article 2 de la loi précise que la liste électorale de chaque commune comprendra « tous les Français âgés de vingt et un ans accomplis, jouissant de leurs droits civils et politiques, actuellement domiciliés dans la commune et qui ont leur domicile dans la commune ou dans le canton depuis trois ans au moins », alors que le décret du 5 mars 1848 n'exigeait que 6 mois de résidence. Cette nouvelle condition de domiciliation exclut une grande partie des artisans villageois et des ouvriers, industriels ou agricoles. Ceux-ci, auxquels il faut ajouter les compagnons réalisant leur tour de France, étaient en effet souvent amenés à se déplacer pour travailler de chantiers en chantiers. Or, ces populations « instables » étaient précisément celles qui échappaient le mieux à l'influence et au contrôle des curés et des notables, relais locaux de la droite conservatrice.
De plus, la durée de résidence étant principalement attestée par l'inscription sur le rôle de la contribution personnelle, les plus pauvres, ceux que la bourgeoisie perçoit comme les éléments des « classes dangereuses », sont relégués à un rôle de citoyen passif en vertu d'une discrimination fiscale très comparable au suffrage censitaire.
Quant à l'article 9 de la loi, il prolonge la répression du mouvement révolutionnaire en excluant du suffrage « les condamnés à plus d'un mois d'emprisonnement pour rébellion, outrages et violences envers les dépositaires de l'autorité ou de la force publique […] pour délits prévus par la loi sur les attroupements et la loi sur les clubs, et pour infractions à la loi sur le colportage, ainsi que les militaires envoyés par punition dans les compagnies de discipline ».

### Débats parlementaires
L'urgence ayant été votée le 8 mai 1850, la discussion générale s'ouvre dès le 21 mai 1850, 3 jours après le rapport du projet par Léon Faucher.
Le premier jour de la discussion, Victor Hugo, Pascal Duprat et le général Cavaignac se prononcent contre le projet, qui est défendu par Jules de Lasteyrie et par Des Rotours de Chaulieu. Hugo, pourtant élu sur une liste du parti de l'Ordre, souligne le caractère réactionnaire et inégalitaire du projet : « Cette loi fait gouverner féodalement trois millions d'exclus par six millions de privilégiés. Elle institue des ilotes, fait monstrueux ». Lors de son intervention à la tribune, Hugo est applaudi par la gauche mais raillé par la droite.
Le lendemain, le 22 mai 1850, le projet est attaqué par Canet puis soutenu par Béchard et, surtout, par Montalembert. Après avoir expliqué que le projet de la loi n'était pas contraire à la constitution de 1848, le tribun catholique déclare que le suffrage universel est dangereux car il risque d'aboutir au socialisme. Or, selon lui le socialisme doit être combattu : « De même qu'on a entrepris l'expédition de Rome contre une république qu'on cherchait à rendre solidaire de la république française, il faut entreprendre une guerre sérieuse contre le socialisme qu'on cherche à rendre solidaire de la république et de la Constitution ». Montalembert ayant appelé Cavaignac, républicain modéré, à voter avec la droite afin de prolonger par une loi la répression qu'il avait menée lors des Journées de Juin, le général lui répond qu'il continuera à défendre le suffrage universel, « attaqué dans son expression » en juin 1848 et désormais attaqué « dans sa source » par les conservateurs. Le républicain Emmanuel Arago combat également les propos de Montalembert.
Afin de rassembler l'ensemble des représentants de la droite au profit de leur proposition de loi réactionnaire et d'empêcher les modérés de voter avec la gauche, les « Burgraves » décident de provoquer davantage la colère de la Montagne. Le 24 mai 1850, Thiers prononce à la tribune un discours dans lequel il stigmatise « la vile multitude » et attribue aux couches populaires un sanglant penchant au désordre ou à la dictature.
Cette conception a déjà été combattue le 21 mai par Hugo, qui considère que le suffrage universel élève le peuple et se substitue au recours à la violence. Pour lui, cette loi est par conséquent une « mutilation ».
Le 24 mai 1850, les républicains Alphonse de Lamartine, Jules Favre et Jules Grévy, les socialistes Pierre Leroux et Paul de Flotte, ainsi que le général Lamoricière et le légitimiste démocrate La Rochejaquelein montent à la tribune pour s'opposer au projet de loi.

### Vote et conséquences
Après ces vifs débats, la loi est adoptée, par 433 voix contre 241, le 31 mai 1850.
Son application se traduit par la radiation de près de 2,9 millions d'électeurs (sur 9 millions). Leur nombre est ainsi réduit du tiers, passant de 9 618 057 à 6 809 281.
À Paris, le corps électoral passe de 224 000 à 74 000 citoyens. Dans la ville ouvrière de Lille, on passe de 15 058 à 4 524 électeurs.
Selon les écrits de Henri Delescluze, frère de Charles, qui fut arrêté lors de l'affaire du complot de Lyon (1851), l'affaire a été imaginée de toutes pièces par le gouvernement, qui était inquiet des conséquences de la loi du 31 mai 1850, que les républicains prévoyaient de rétablir.

### Abrogation de la loi

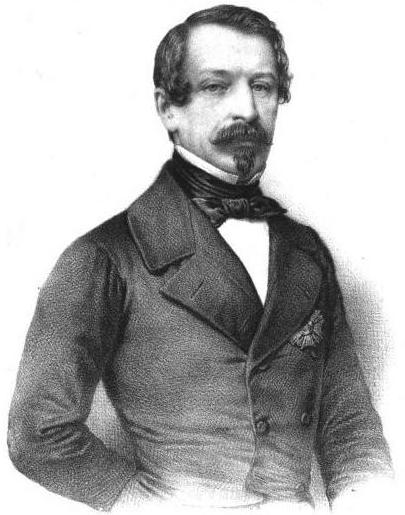
Louis-Napoléon Bonaparte, président de la République.

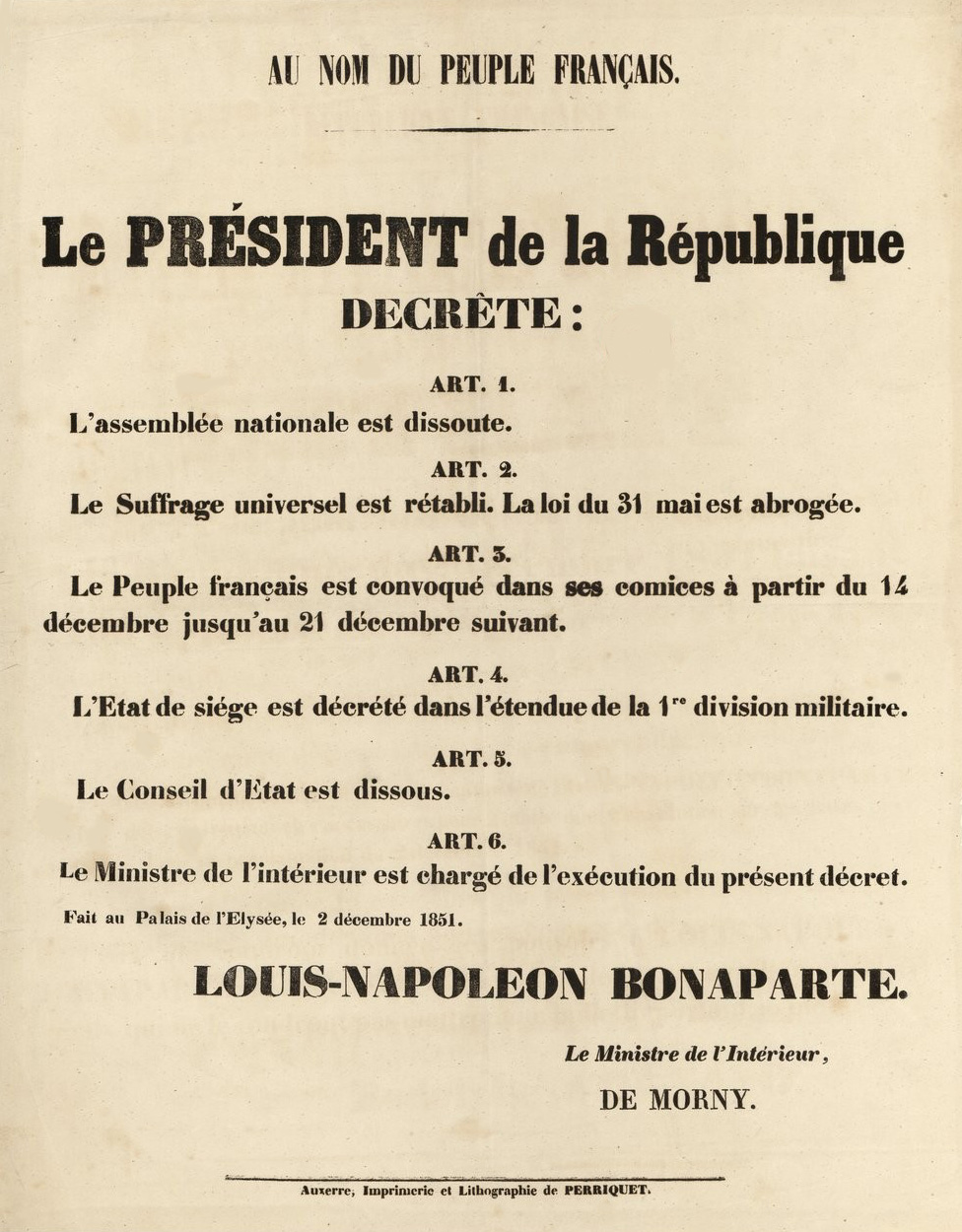
« Au nom du peuple français », Bonaparte dissout l'Assemblée nationale et le Conseil d'État, instaure l'état de siège et rétablit le suffrage universel.
Affiche des décrets présidentiels du 2 décembre 1851, placardée lors du coup d'État.

Le président de la République, Louis-Napoléon Bonaparte, a promulgué la loi le 3 juin 1850, mais il décide bientôt d'en tirer parti contre l'Assemblée, après l'échec, le 19 juillet 1851, d'une tentative de révision constitutionnelle qui aurait modifié la constitution et permis à Bonaparte de rester président. Cherchant à placer le peuple de son côté lors de l'épreuve de force qui se prépare, le président se démarque par conséquent de la loi du 31 mai, qui est par ailleurs contraire à son concept de césarisme démocratique.
Alors que de nombreuses pétitions de citoyens s'élèvent contre la loi, Bonaparte demande son abrogation par un message à l'Assemblée nationale lu le 4 novembre 1851. Le 13 novembre, l'Assemblée ayant refusé l'abrogation, à une courte majorité (355 voix contre 348), le piège tendu par Bonaparte a fonctionné et il dispose désormais d'un prétexte pour dissoudre l'Assemblée qui s'opposait à lui.
Lors du coup d'État du 2 décembre 1851, Bonaparte abroge la loi du 31 mai 1850, et dissout l'Assemblée nationale, par le décret du 2 décembre 1851.
Aucune élection générale n'ayant été organisée lors des dix-huit mois précédant le coup d'État, la loi du 31 mai 1850 ne fut appliquée qu'à l'occasion d'une élection complémentaire parisienne, le 30 novembre 1851. Malgré les consignes d'abstention des bonapartistes et des autres partisans du suffrage universel, le conservateur François Jules Devinck fut élu. Il ne put toutefois siéger, l’Assemblée ayant été dissoute dès le surlendemain du scrutin.

### Sources primaires
- Charles de Montalembert, Œuvres : Discours, t. III, Paris, Jacques Lecoffre et Cie, 1860.